# Ligne 1 Yonge-University
Pour les articles homonymes, voir Yonge.
La ligne 1 Yonge-University est une des quatre lignes du réseau métropolitain de Toronto. Cette première ligne torontoise et canadienne, dont le premier tronçon est ouvert en 1954, relie aujourd'hui la station Vaughan Metropolitan Centre, au nord-ouest, à la station Finch, au nord-est, et suit un axe en « U » suivant doublement une direction nord-sud sous la rue Yonge, la gare Union et rejoignant Vaughan. Avec une longueur de 38,8 kilomètres, elle constitue une voie de communication nord-sud-nord majeure pour la ville en desservant entièrement le centre-ville et l'axe de la rue Yonge : c'est la ligne de métro la plus fréquentée du réseau avec 280 millions de voyageurs par an et en moyenne près de 795 000 voyageurs par jour en 2018.
Elle est premièrement inaugurée dans une direction sud-nord entre les stations Union et Eglinton en 1954 avant d'être prolongée dans une direction sud-nord de la station Union jusqu'à l'actuelle station St. George, sur la partie ouest de la ligne, en 1963. En 1974, elle est de nouveau prolongée jusqu'à son actuelle terminus du nord-est, à la station Finch. La dernière expansion de la ligne a lieu en 2017, du côté ouest, avec six nouvelles stations après la station Sheppard West et a comme nouveau terminus nord-ouest l'actuelle station Vaughan Metropolitan Centre.

## Histoire

### Toponymie
La ligne 1 Yonge-University, en français Yonge-Université, tire son nom du fait qu'il s'agisse de la première ligne du métropolitain de Toronto mise en service, pour le numéro 1, et qu'elle se situe, sur la partie est de la ligne, majoritairement sous la rue Yonge. En ce qui concerne le mot Univeristy, il pourrait soit faire référence à l'université de Toronto, au niveau de Queen's Park, desservie par quatre stations (Queen's Park, Museum, St. George et Spadina) ou à l'université de York desservie depuis 2017 par la nouvelle expansion de la ligne jusqu'à la station terminus de Vaughan Metropolitan Centre ; l'université est desservie par trois stations, deux desservent le site en lui-même (York University et Pioneer Village) tandis qu'une autre dessert plus au sud-est les logements des étudiants (Finch West, avec un terminal de bus de la Toronto Transport Commission).

### Chronologie
- 1er janvier 1946 : proposition du plan de la première section du métro[1],[2]
- Avril 1946 : le Conseil municipal de Toronto adopte le projet du plan[3]
- 8 septembre 1949 : début de la construction de la ligne 1[3]
- Novembre 1951 : commande du matériel roulant auprès de la Gloucester Railway Carriage and Wagon Company (série G)
- 30 mars 1954 : inauguration du tronçon entre les stations Union et Eglinton et devient la première ligne métropolitaine du Canada[4]
- 28 février 1963 : première expansion de la ligne jusqu'à la station St. George du côté ouest de la ligne
- 1965 : introduction de matériel roulant de séries M1, H1, H2 et H4
- 23 juin 1969 : interruption des services du métropolitain entre les stations St. George et Union après 21h45[5]
- 31 mars 1973 : expansion de la ligne jusqu'à la station York Mills du côté est de la ligne
- 29 mars 1974 : expansion de la ligne jusqu'à la station Finch, l'actuel terminus du côté est de la ligne
- 27 janvier 1978 : expansion de la ligne jusqu'à la station Wilson du côté ouest de la ligne et ouverture de la ligne 2 du métropolitain de Toronto créant trois échanges entre les lignes 1 et 2 au niveau des stations Spadina, St. George et Bloor-Yonge
- 28 janvier 1978 : fin de l'interruption des services du métropolitain entre les stations St. George et Union après 21 h 45 à la suite de l'ouverture de la ligne 2 du métropolitain de Toronto[5]
- 18 juin 1987 : ouverture de la station North York Centre entre les stations Sheppard-Yonge et l'actuel terminus nord-est Finch
- 1990 : fin de l'exploitation du matériel roulant de série G de la Gloucester Railway Carriage and Wagon Company et début de l'exploitation du matériel roulant de série H5 et T1
- 11 août 1995 : accident de métro de Russel Hill entre les stations St. Clair West et Dupont causant la mort de trois personnes et plus d'une centaine de blessés dont trente hospitalisés[6]
- 31 mars 1996 : expansion de la ligne jusqu'à la station Downsview (actuelle station Sheppard West depuis 2017) du côté ouest de la ligne
- 1999 : fin de l'exploitation du système roulant de série M1, H1, H2 et H4
- 21 juillet 2011 : fin de l'exploitation du matériel roulant de séries H5 et T1 et introduction du système roulant actuel de série TR (Toronto Rocket)
- 17 novembre 2016 : toutes les stations de la lignes sont compatibles avec le système de carte Presto[7]
- 17 décembre 2017 : dernière expansion de la ligne jusqu'à la station Vaughan Metropolitan Centre, devenant le nouveau terminus nord-ouest de la ligne[8],[9]
- 12 juin 2020 : accident évité entre deux rames du métropolitain à la station Osgoode[10]

### Origines
Toronto connait une forte croissance démographique passant de quelque 240 000 habitants au début du XXe siècle à plus d'1,1 million d'habitants en 1950, soit une augmentation de près de 900 000 habitants en l'espace de 50 ans. Cette croissance démographique est d'autant plus frappante qu'en 1835, la population ne dépassait les 10 000 habitants.
La ville se rend compte dès le début des années 1900 qu'elle doit améliorer son système de transport en commun. Elle s'essaye dès lors à trouver divers arrangements avec une compagnie privée, la Toronto Railway Company (TRC), qui exploite le tramway de la ville depuis 1891, et ce, pour une durée de trente ans. Le souci, c'est que cette compagnie refuse les propositions de la ville qui demande une expansion des lignes existantes, la création de nouvelles lignes et l'augmentation du matériel roulant. En effet, les limites de la ville de Toronto s'étant agrandies, à l'ouest, au nord et à l'est, il devient plus que nécessaire de connecter tous ces nouveaux quartiers.
C'est dans ce contexte d'augmentation de la population et de la problématique de la privatisation de la compagnie des tramways que des propositions concernant un métropolitain voient le jour. Ces premières discussions concernent non pas un métropolitain comme on les connait aujourd'hui mais plutôt un métropolitain de lignes de tramway sous la ville. C'est l'ingénieur de la ville, Charles Henry Rust, qui va tenter des négociations en avril 1909 avec la Kearny High Speed Railway Company. Cette compagnie est de fait très enthousiaste à l'idée de gérer le métropolitain de la ville et promet la construction de deux lignes de métropolitains, une sous la rue Yonge entre la rue Front et l'avenue Eglinton et une autre d'ouest en est (qui pourrait correspondre à l'actuelle ligne 2 Bloor-Danforth). La compagnie promet un financement d'un million de dollars canadiens par mille construit mais la politique de la ville de Toronto met fin aux négociations avec la compagnie, expliquant que ce serait un financement sans but étant donné que l'exploitation des transports en commun ne serait plus privée mais publique après 1921.
C'est de cette envie de déprivatiser les transports en commun de la région que Horatio Hocken se présente aux élections municipales pour devenir maire en promettant dans sa campagne électorale un métropolitain sous la rue Yonge. En 1910, les résultats tombent, il n'est pas élu maire. Cet échec aux élections ne le laisse cependant pas bouche clouée et par un référendum auprès de la province de l'Ontario, il arrive à faire adopter, avec quelque 8 571 voix, la construction d'un tramway appartenant à la ville de Toronto. C'est depuis ce moment que les transports sont prévus d'être sous l'effigie de la municipalité de Toronto après la fin du contrat avec la TRC, faisant du projet d'un métropolitain quelque chose de concret dans les années futures.

#### Appel d'offres
En 1911, la ville se décide à adopter un métropolitain. Pour ce faire, elle lance un appel d'offres pour la construction d'un premier tronçon de 4,8 kilomètres qui doit relier sur une ligne droite le croisement des rues Bay et Front jusqu'à l'avenue St. Clair au nord du centre-ville actuel. L'approbation du projet est livrée aux électeurs qui rejettent le 1er janvier 1912 le financement du métropolitain, nuancé à l'époque par les adversaires de Hocken qui expliquent entre autres que les plans sont trop abstraits et que le métropolitain ne serait que très peu utilisé.
Les futurs appels d'offres furent tous rejetés, Bion J. Arnold, expert américain dans le domaine des transports, expliquant en 1912 que la ville n'a nul besoin d'un métropolitain là où elle a un réseau de tramways déjà très répandu et que de plus, non pas selon les dires de Bion Arnold, elle doit d'abord se focaliser sur la maintenance et la réparation de ce mode de transport laissé en dégradation par la compagnie privée qui détenait les tramways, la TRC, jusqu'en 1921.

#### Genèse du métropolitain
C'est lors de la Grande Dépression, qui touche surtout les États-Unis et indirectement l'économie canadienne, que des propositions concrètes pour un métropolitain et des tramways souterrains commencent à voir le jour avec les représentants de la Toronto Transit Commission (TTC). Cette dernière n'envisage cependant aucune construction d'un métropolitain, la Seconde Guerre mondiale commençant, la TTC se dit qu'il faudrait mieux attendre la fin de la guerre avec toutes les nouvelles technologies qui pourraient venir. Elle envisage donc la création d'un métropolitain pour l'après-guerre et crée en 1944 le Service de transport en commun rapide prévoyant un projet de métro entre la gare Union et l'avenue Eglinton, le long de la rue Yonge. Le projet prévoyait également une ligne de tramway souterraine le long de la rue Queen entre le parc Trinity Bellwoods et l'avenue Logan ; elle ne verra jamais le jour.
C'est le référendum du 1er janvier 1946 qui concrétisera finalement le projet, avec comme question : « Êtes-vous en faveur de l'adoption par la Commission des transports de Toronto du projet de réseau de transport en commun rapide, à condition que le gouvernement du Dominion [le Canada étant un dominion de la couronne anglaise] assume un cinquième du coût et que le coût pour les contribuables soit limité aux montants dont le conseil municipal peut convenir qu'ils sont nécessaires pour le remplacement et l'amélioration des services municipaux ? ». Face à cette question, les électeurs répondront favorablement. Il y aura toutefois un problème, celui du financement par le gouvernement ; le gouvernement n'ayant rien promis à ce sujet.

### Construction
La ligne de tramway souterraine mise de côté, le projet va être tourné sur la ligne du métropolitain sous la rue Yonge pour un coût estimé à 28,9 millions de dollars canadiens (de l'époque) pour l'infrastructure et 3,5 millions de dollars pour le matériel roulant. Pour réduire les coûts de construction, la ligne sera construite d'après la méthode « couper et couvrir », c'est-à-dire ouvrir la rue, faire les travaux nécessaires à cet endroit, puis couvrir la tranchée de planches de bois ; cette technique est toujours d'application pour la construction des nouvelles lignes du métropolitain de Toronto.
Les travaux débutent le 8 septembre 1949 par l'enfoncement de la première pile dans le sol par le lieutenant-gouverneur Ray Lawson. C'est Salle Monty qui préside la cérémonie d'inauguration.
La construction aura nécessité près de 10 000 tonnes d'acier, 14 000 tonnes d'acier d'armature, 4 200 tonnes d'acier pour les voies ferrées, 420 tonnes de tuyaux en fonte, 1,4 million de sacs de ciment, 170 000 tonnes de sable et 240 000 tonnes de gravier. Le budget de 28,9 millions de dollars dépasse finalement les 65 millions de dollars à la fin des travaux, et ce en utilisant une méthode de construction moins coûteuse.

### Mise en service
Lors de l'ouverture du métropolitain de Toronto, près d'un demi millier de personnes attendaient à la station Davisville pour monter dans le premier train, le 30 mars 1954. Ce sont le maire de l'époque, Allan Lamport, ainsi que le premier ministre de l'Ontario, Leslie Frost, qui lancent le premier métropolitain ; 600 invités les rejoignent pour le premier trajet cérémonial. Ce serait 206 000 personnes qui auraient pris le métropolitain en cette seule journée d'ouverture.

### Expansions
Le 28 février 1963, six nouvelles stations sont inaugurées : St. Andrew, Osgoode, St. Patrick, Queen's Park, Museum et St. George, qui devient le nouveau terminus de la ligne. Cette expansion a pour but de faciliter le déplacement des travailleurs du nord vers le centre-ville.
En janvier 1978, la ligne est allongée sur son côté nord-ouest avec une nouvelle station à Spadina qui permet un échange avec la ligne 2.

## Tracé et stations

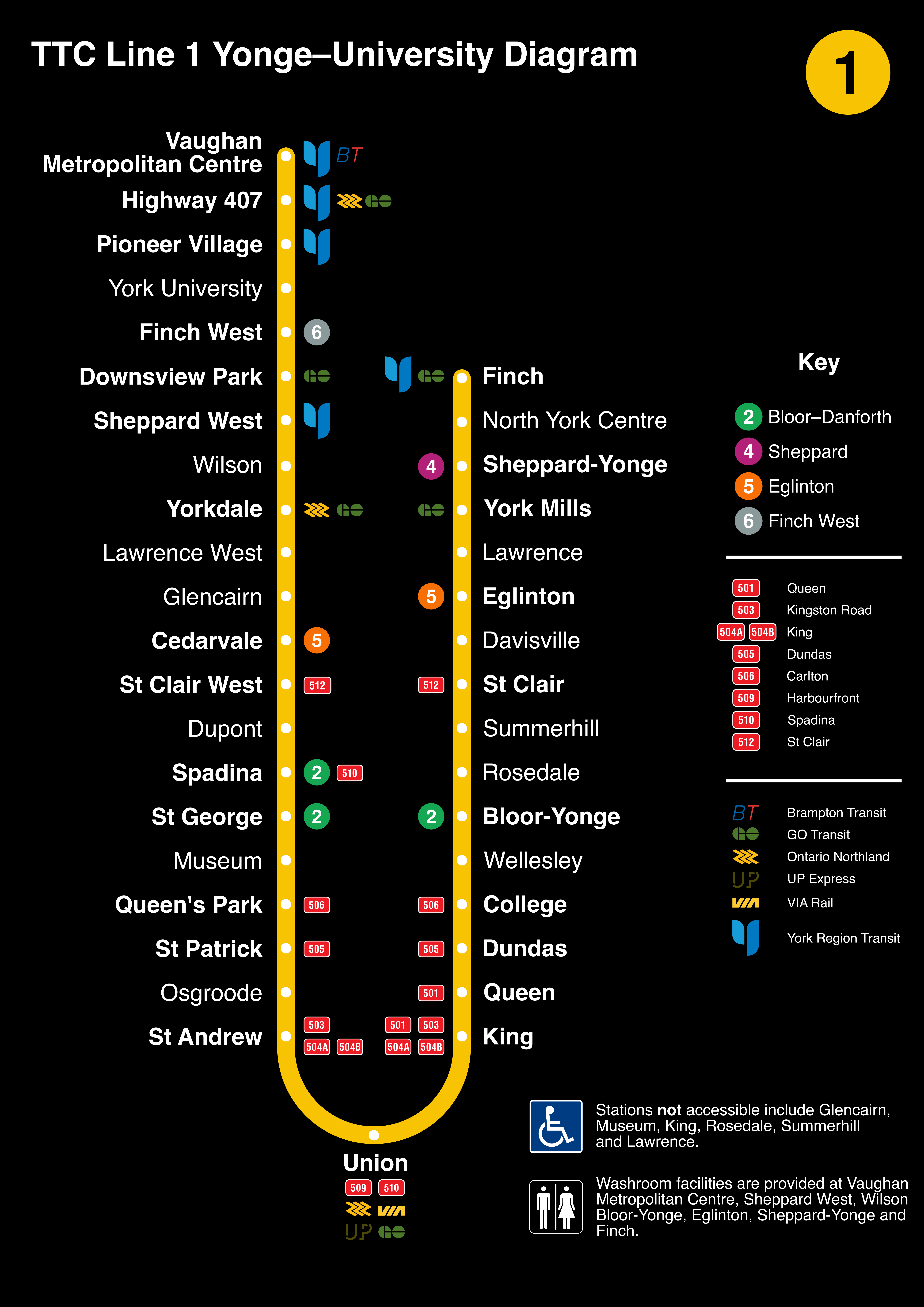
Diagramme de la ligne 1 Yonge-University.

### Liste des stations
| Stations                    | Ouverture | Correspondances                 |
| --------------------------- | --------- | ------------------------------- |
| Vaughan Metropolitan Centre | 2017      |                                 |
| Highway 407                 | 2017      |                                 |
| Pioneer Village             | 2017      |                                 |
| York University             | 2017      |                                 |
| Finch West                  | 2017      |                                 |
| Downsview Park              | 2017      |                                 |
| Sheppard West               | 1996      |                                 |
| Wilson                      | 1978      |                                 |
| Yorkdale                    | 1978      |                                 |
| Lawrence West               | 1978      |                                 |
| Glencairn                   | 1978      |                                 |
| Eglinton West               | 1978      |                                 |
| St. Clair West              | 1978      |                                 |
| Dupont                      | 1978      |                                 |
| Spadina                     | 1978      | Ligne 2 Bloor-Danforth          |
| St. George                  | 1963      | Ligne 2 Bloor-Danforth          |
| Museum                      | 1963      |                                 |
| Queen’s Park                | 1963      |                                 |
| St. Patrick                 | 1963      |                                 |
| Osgoode                     | 1963      |                                 |
| St. Andrew                  | 1963      |                                 |
| Union                       | 1954      | Via Rail, GO Transit, et Amtrak |
| King                        | 1954      |                                 |
| Queen                       | 1954      |                                 |
| Dundas                      | 1954      |                                 |
| College                     | 1954      |                                 |
| Wellesley                   | 1954      |                                 |
| Bloor-Yonge                 | 1954      | Ligne 2 Bloor-Danforth          |
| Rosedale                    | 1954      |                                 |
| Summerhill                  | 1954      |                                 |
| St. Clair                   | 1954      |                                 |
| Davisville                  | 1954      |                                 |
| Eglinton                    | 1954      |                                 |
| Lawrence                    | 1973      |                                 |
| York Mills                  | 1973      |                                 |
| Sheppard-Yonge              | 1974      | Ligne 4 Sheppard                |
| North York Centre           | 1987      |                                 |
| Finch                       | 1974      |                                 |

La ligne est principalement souterraine, avec quelques portions aeriennes possedant des stations au niveau du sol ou surelevées. Une station de métro classique sur la ligne 1 Yonge - University est constituée de deux voies encadrées par deux quais, un pour chaque direction.

Vues de stations
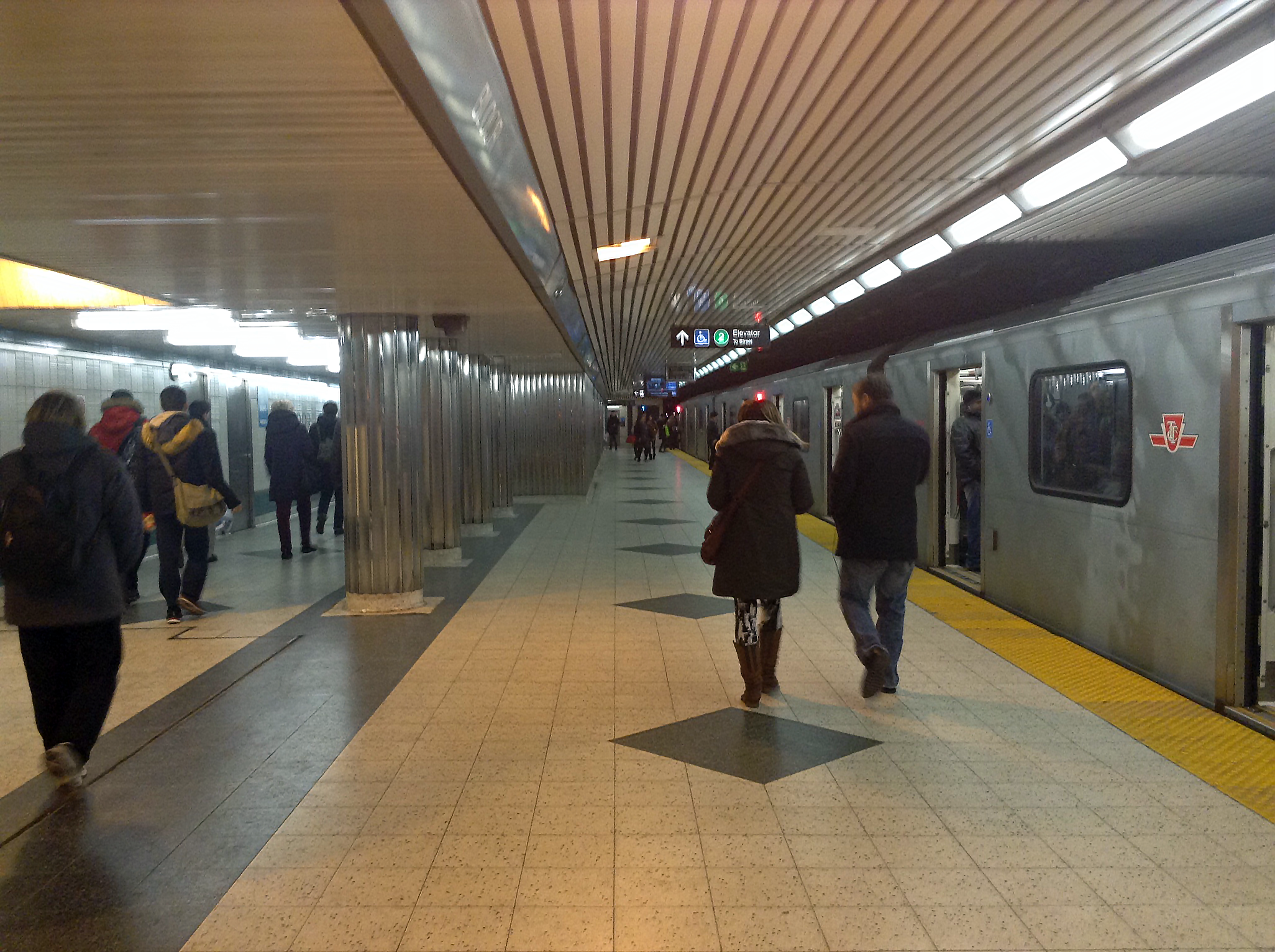
Bloor-Yonge.
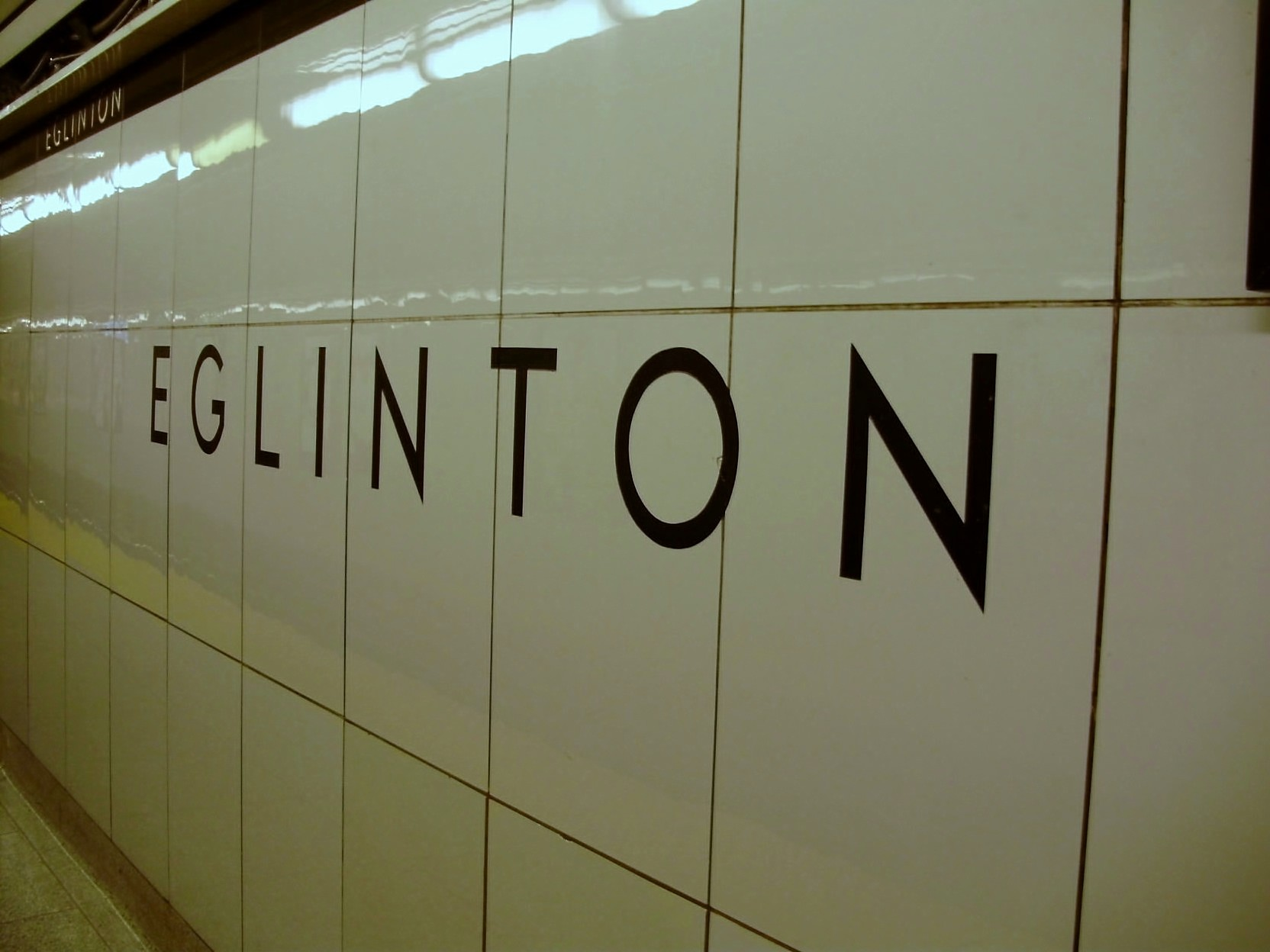
Eglinton .

#### StationQueen
La station Queen, tout comme la station Bay sur la ligne 2, à la particularité d'avoir un second niveau construit dans le but d'une nouvelle ligne de tramway souterraine passant par cette station mais qui n'a jamais vu le jour. Le gros-œuvre est construit, les plateformes sont construites ; il n'y a juste pas de rails pour le tramway. La ligne ne s'est jamais terminée et n'a jamais ouverte parce que la TTC craignait que les coûts soient trop important. Bien que le niveau soit vide, il sert de local technique pour la tuyauterie et la modernité du métropolitain et l'espace en trop a été utilisé pour aménager aisément un ascenseur pour la station du haut.
Une autre particularité de la station, c'est une entrée du métro fermée en 2003 pour cause qu'un nouveau bâtiment a été construit au-dessus de la station Queen, impliquant la construction d'une nouvelle entrée pour la station. Elle sert actuellement de ventilation pour la station.

### Architecture
Les anciennes stations de la ligne 1, celles datant de 1954, sont marquées par l'utilisation de verre structurel pigmenté avec une couleur unie. Cette conception a été utilisée dans les nouvelles stations jusqu'à l'expansion de 1978, date à laquelle les nouvelles stations sont conçues de façon unique. Les structures les plus atypiques sont le brutalisme de la station Yorkdale (en béton, avec des puits de lumières sur les deux côtés de la station et une grande baie illuminée par des néons jusque dans les années 1990) et la station Dupont (d'une couleur particulière, aux formes arrondies et aux entrées de type dômes de verre).
La TTC veut placer des œuvres artistiques dans de nombreuses stations, comme les néons de la station Yorkdale, 158 néons lumineux qui s'allumaient lors de l'entrée en station d'un métro (œuvre de Michael Hayden) ; l'œuvre a été enlevée dans les années 1990 en raison de la difficulté de l'entretenir. La station College est décorée de fresques murales nommées Hockey Knights in Canada par l'artiste Charles Pachter, représentant la rivalité entre les Toronto Maple Leafs et les Canadiens de Montréal aux Jardins Maple Leaf. John Boyle, quant à lui, a décorée la station Queen avec des peintures murales représentant William Lyon Mackenzie, Nellie McClung et d'anciens représentants des magasins Eaton et Simpsons. Breaking Ground, située à la station York Mills, est une tapisserie de l'artiste Laurie Swim représentant cinq travailleurs immigrants d'origine italienne tués lors de l'installation d'une conduite d'eau à Hogg's Hollow en 1960. L'une des œuvres les plus impressionnantes est celle située à la station Sheppard-Yonge, une mosaïque panoramique représentant des paysages du sud de la province ontarienne ; sans oublier la station Don Mills et ses carreaux muraux représentant près de 150 photographies de fossiles et d'objets découverts lors de la construction de la ligne.
La station Museum, située près des Musée Royal de l'Ontario et Musée Gardiner, représente sur ses colonnes des thèmes égyptiens, chinois et des Premières Nations.

## Exploitation

### Matériel roulant
Le premier matériel roulant est commandé en 1951 à la Gloucester Railway Wagon and Carriage Company, compagnie basée en Angleterre. Le public aura un aperçu de ce matériel lors de l'exposition nationale canadienne de 1953. Les trains seront peints en rouge. Ils resteront en service sur la ligne jusqu'en 1990.

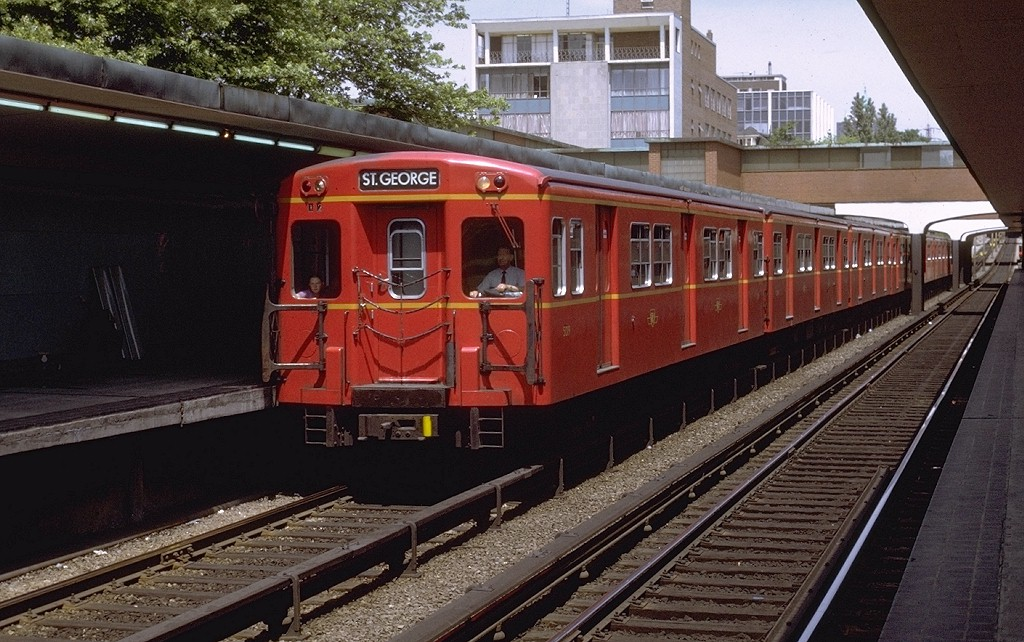
Une rame Gloucester.
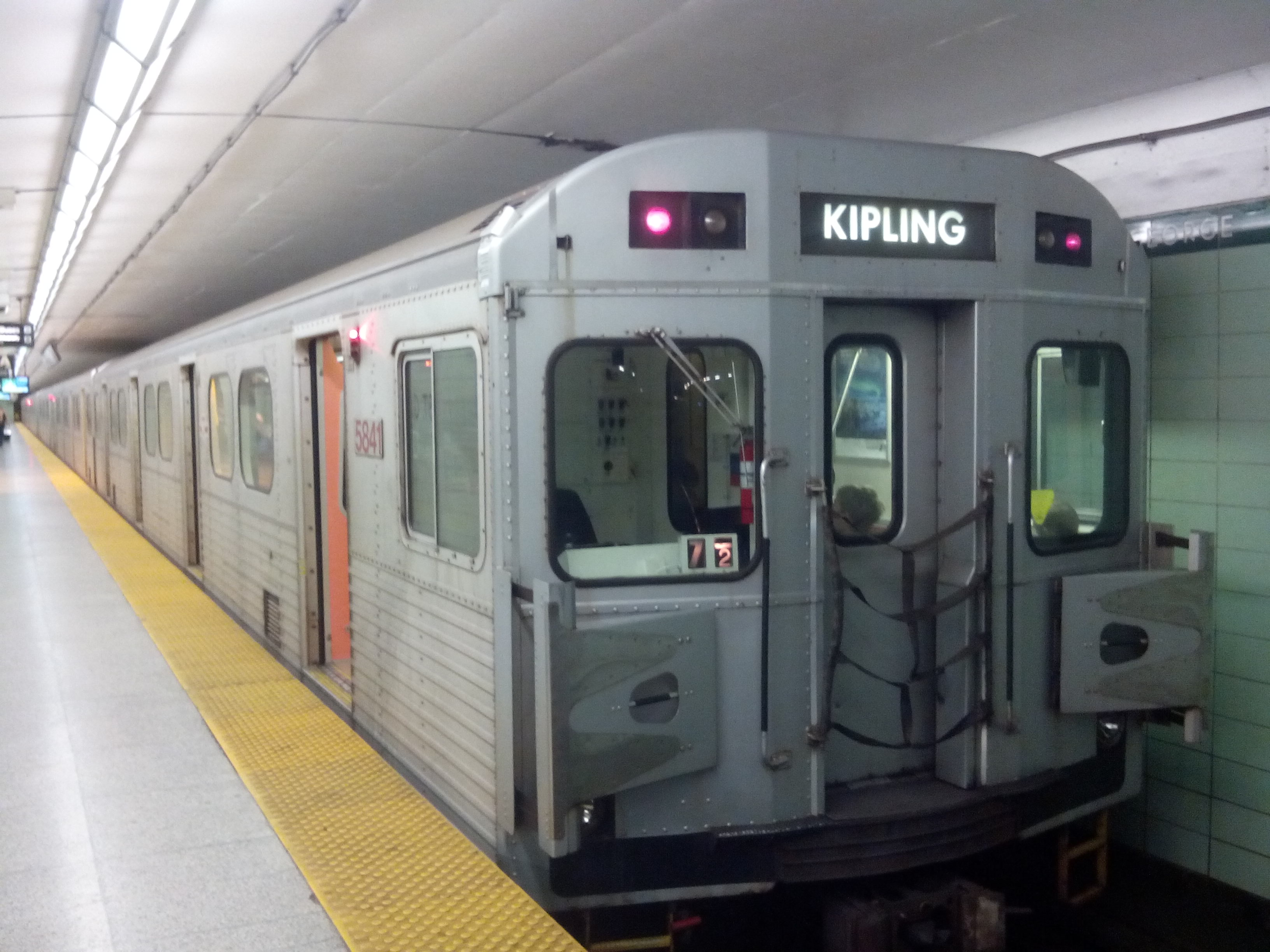
Une rame de type h-6.
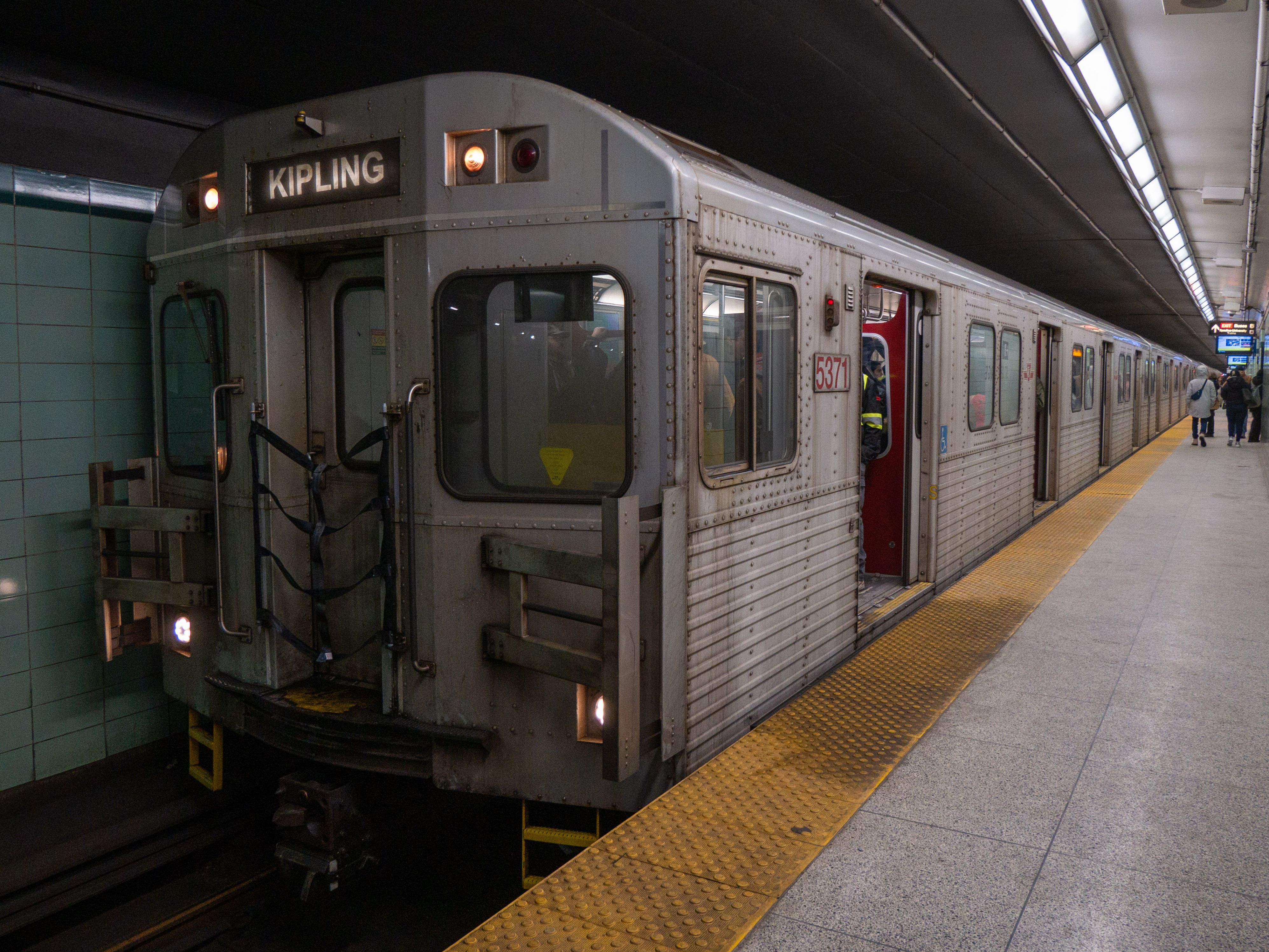
Une rame de type t-1.
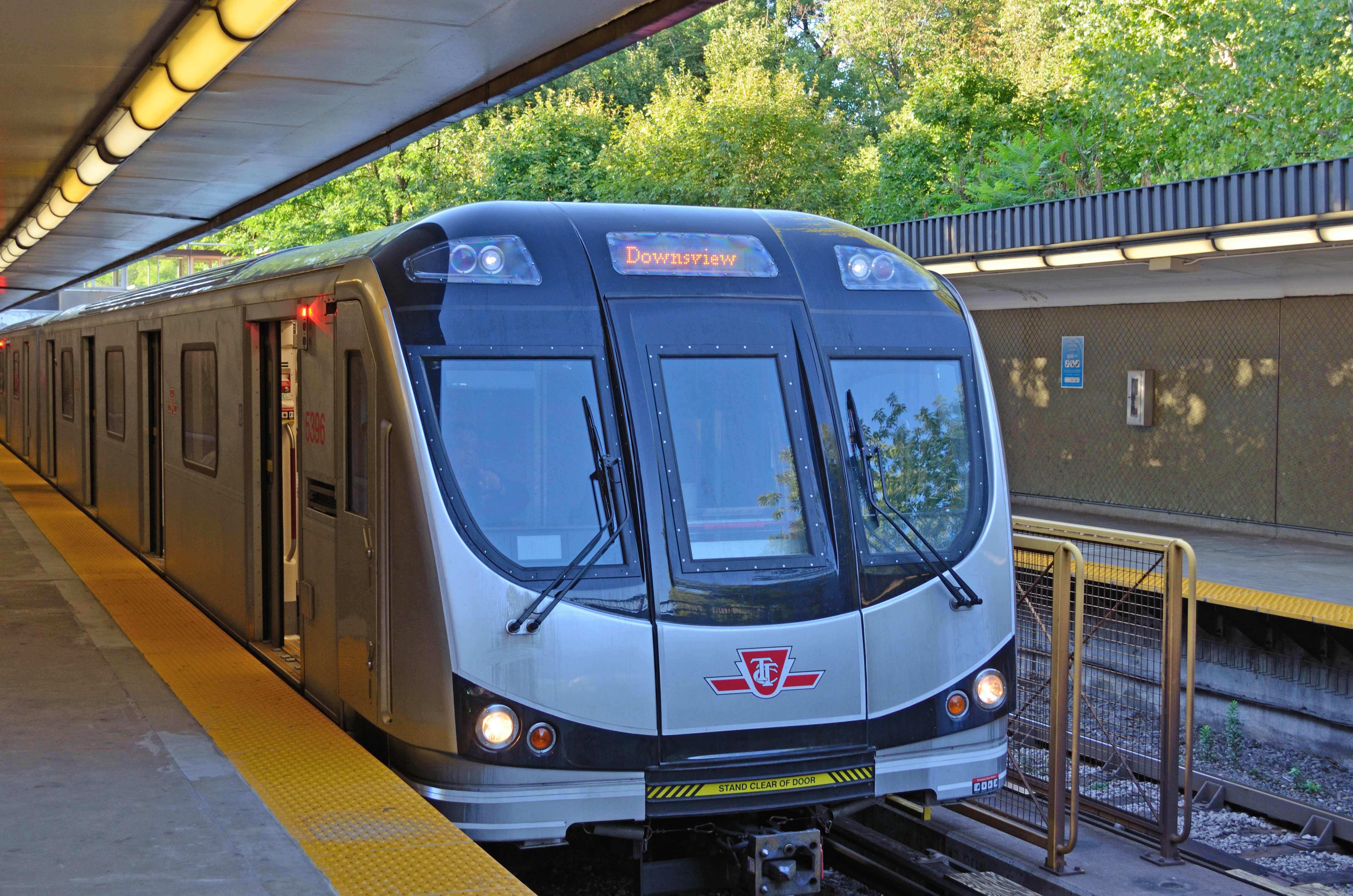
Une rame Rocket de nouvelle generation.